# Espós (Altron)
Espós és un despoblat del terme municipal de Sort, a la comarca del Pallars Sobirà, dins del territori de l'antic terme d'Altron.
És al sud-sud-est del poble d'Altron, en el vessant nord-est del Serrat dels Planers, a la dreta del Barranc de la Font de Mestre. És a llevant del Serrat del Clot del Cumó. Hi mena una pista forestal, la Pista d'Espós, que sortia cap al sud-est del punt quilomètric 6 de la carretera LV-5225 i passa per la Borda de Bernadí. La pista, en el tram inicial està perduda.
Actualment no se'n veuen vestigis, tot i que la memòria popular de la zona en sap l'emplaçament. La toponímia sí que n'ha conservat l'emplaçament.

## Etimologia
Segons Joan Coromines,Espós, com Espot, és un dels molts topònims pirinencs d'origen basc. Tot i l'evidència, segons Coromines, de l'origen preromà, bascoide, es poden aventurar almenys dues hipòtesis diferents: la unió de l'arrel aitz (penya, roca) amb pe (sota), és a dir, sota la penya, fent referència al seu emplaçament. D'altra banda, la segona hipòtesi, el fa venir d'ez (no) i potu (junts, units).

## Història
Podria tractar-se de la Civitate Exposita citada en documents del segle ix per aquests entorns.